# Internationale Filmfestspiele von Cannes/Großer Preis der Jury

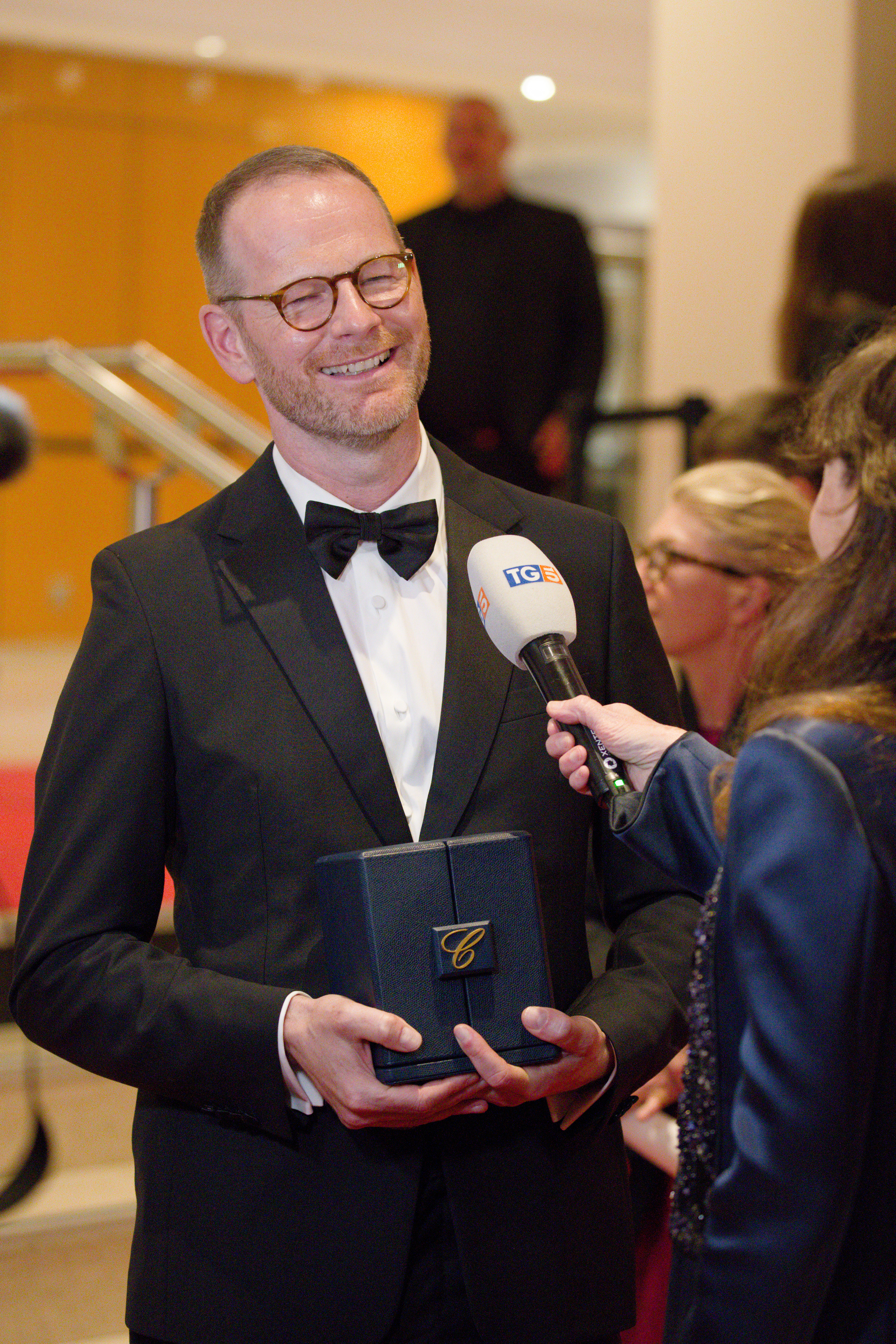
Der norwegische Regisseur Joachim Trier, Gewinner des Großen Preises der Jury 2025 für Sentimental Value kurz nach der Preisverleihung in Cannes

Der Große Preis der Jury (Grand Prix du Jury bzw. Grand Prix) honoriert bei den jährlich veranstalteten Filmfestspielen von Cannes den originellsten Wettbewerbsfilm (Langfilm) beziehungsweise jenen, der den größten Forschergeist aufweist. Die zweitwichtigste Auszeichnung nach der Goldenen Palme wurde erstmals als Grand Prix Spécial du Jury bei der dreizehnten Auflage des Filmfestivals im Jahr 1967 verliehen und ersetzte den bis dahin vergebenen Prix spécial du Jury. Seit 1990 wird der Preis gemeinhin als Grand Prix bezeichnet. Über die Vergabe des Preises, der dem Gewinner in Form einer Miniatur der Goldenen Palme und einer Urkunde überreicht wird, stimmt die Wettbewerbsjury ab, die sich meist aus internationalen Filmschaffenden zusammensetzt.

## Preisträger
Am häufigsten mit dem Großen Preis der Jury ausgezeichnet wurden die Werke französischer und italienischer Filmregisseure (je 10 Ehrungen), gefolgt von ihren Kollegen aus den USA (6) und Großbritannien (4). Je zwei Auszeichnungen erhielten der sowjetische Regisseur Andrei Tarkowski (1972 und 1986), der Franzose Bruno Dumont (1999 und 2006), der Türke Nuri Bilge Ceylan (2003 und 2011) sowie der Italiener Matteo Garrone (2008 und 2012).
Mehrfach in der Vergangenheit konnte sich die Jury nicht auf einen Sieger einigen. Filmregisseure aus dem deutschsprachigen Kino waren erstmals 1975 erfolgreich, als sich Werner Herzog (Jeder für sich und Gott gegen alle) gegen die Konkurrenz durchsetzen konnte. Ihm folgte Wim Wenders, der 1993 für In weiter Ferne, so nah! ausgezeichnet wurde. Einen kleinen Skandal gab es bei der Verleihung 1995, als der Grieche Theo Angelopoulos (Der Blick des Odysseus) den Preis mit den Worten „Wenn es das ist, was Ihr mir zu geben habt, habe ich nichts zu sagen“ enttäuscht entgegennahm und die Bühne verließ und die Goldene Palme an Emir Kusturica (Underground) vergeben wurde. Drei Jahre später sollte Angelopoulos die Goldene Palme für seinen Film Die Ewigkeit und ein Tag (1998) erhalten.
In der Vergangenheit hatten Jurys die Möglichkeit, den Grand Prix mit weiteren Auszeichnungen zu kombinieren. Dies geschah zuletzt im Jahr 2003, als der türkische Beitrag Uzak – Weit auch den Darstellerpreis für die Schauspieler Muzaffer Özdemir und Mehmet Emin Toprak zugesprochen bekam. Mittlerweile untersagt das Reglement, dass der Große Preis der Jury (ebenso wie die Goldene Palme und der Regiepreis) mit weiteren Auszeichnungen kumuliert werden kann. Dieser Umstand wurde wiederholt kritisiert, zuletzt im Jahr 2012, als der Jurypräsident Nanni Moretti in der abschließenden Pressekonferenz zugab, dass er dem Goldene-Palme-Gewinner Liebe von Michael Haneke ohne Reglement auch den Darsteller- und Drehbuchpreis zuerkannt hätte.
| Jahr | Originaltitel                                                     | Deutscher Titel                                                   | Regie                                                             |
| ---- | ----------------------------------------------------------------- | ----------------------------------------------------------------- | ----------------------------------------------------------------- |
| 1967 | Accident                                                          | Accident – Zwischenfall in Oxford                                 | Joseph Losey                                                      |
| 1967 | Skupljaci perja                                                   | Ich traf sogar glückliche Zigeuner                                | Aleksandar Petrovic                                               |
| 1968 | Filmfestspiele aufgrund der Mai-Unruhen abgebrochen.              | Filmfestspiele aufgrund der Mai-Unruhen abgebrochen.              | Filmfestspiele aufgrund der Mai-Unruhen abgebrochen.              |
| 1969 | Ådalen ’31                                                        | Adalen 31                                                         | Bo Widerberg                                                      |
| 1970 | Indagine su un cittadino al di sopra di ogni sospetto             | Ermittlungen gegen einen über jeden Verdacht erhabenen Bürger     | Elio Petri                                                        |
| 1971 | Johnny Got His Gun                                                | Johnny zieht in den Krieg                                         | Dalton Trumbo                                                     |
| 1971 | Taking Off                                                        | Taking Off                                                        | Miloš Forman                                                      |
| 1972 | Солярис (Soljaris)                                                | Solaris                                                           | Andrei Tarkowski                                                  |
| 1973 | La maman et la putain                                             | Die Mama und die Hure                                             | Jean Eustache                                                     |
| 1974 | Il fiore delle mille e una notte                                  | Erotische Geschichten aus 1001 Nacht                              | Pier Paolo Pasolini                                               |
| 1975 | Jeder für sich und Gott gegen alle                                | Jeder für sich und Gott gegen alle                                | Werner Herzog                                                     |
| 1976 | Cría cuervos                                                      | Züchte Raben…                                                     | Carlos Saura                                                      |
| 1976 | La Marquise d’O…                                                  | Die Marquise von O.                                               | Éric Rohmer                                                       |
| 1977 | Preis nicht vergeben                                              | Preis nicht vergeben                                              | Preis nicht vergeben                                              |
| 1978 | Ciao maschio                                                      | Affentraum                                                        | Marco Ferreri                                                     |
| 1978 | The Shout                                                         | Der Todesschrei                                                   | Jerzy Skolimowski                                                 |
| 1979 | Сибириада (Sibiriada)                                             | Sibiriade                                                         | Andrei Kontschalowski                                             |
| 1980 | Mon oncle d’Amérique                                              | Mein Onkel aus Amerika                                            | Alain Resnais                                                     |
| 1981 | Les années lumières                                               | Lichtjahre entfernt                                               | Alain Tanner                                                      |
| 1982 | La notte di San Lorenzo                                           | Die Nacht von San Lorenzo                                         | Paolo Taviani                                                     |
| 1982 | La notte di San Lorenzo                                           | Die Nacht von San Lorenzo                                         | Vittorio Taviani                                                  |
| 1983 | The Meaning of Life                                               | Monty Python’s – Der Sinn des Lebens                              | Terry Jones                                                       |
| 1984 | Napló gyermekeimnek                                               | Tagebuch meiner Kindheit                                          | Márta Mészáros                                                    |
| 1985 | Birdy                                                             | Birdy                                                             | Alan Parker                                                       |
| 1986 | Offret                                                            | Opfer                                                             | Andrei Tarkowski                                                  |
| 1987 | მონანიება (Monanieba)                                             | Die Reue                                                          | Tengis Abuladse                                                   |
| 1988 | A World Apart                                                     | Zwei Welten                                                       | Chris Menges                                                      |
| 1989 | Nuovo cinema Paradiso                                             | Cinema Paradiso                                                   | Giuseppe Tornatore                                                |
| 1989 | Trop belle pour toi                                               | Zu schön für Dich                                                 | Bertrand Blier                                                    |
| 1990 | 死の棘 (Shi no toge)                                              | Stachel des Todes                                                 | Kōhei Oguri                                                       |
| 1990 | Tilaï                                                             | Tilaï                                                             | Idrissa Ouédraogo                                                 |
| 1991 | La belle noiseuse                                                 | Die schöne Querulantin                                            | Jacques Rivette                                                   |
| 1992 | Il ladro di bambini                                               | Gestohlene Kinder                                                 | Gianni Amelio                                                     |
| 1993 | In weiter Ferne, so nah!                                          | In weiter Ferne, so nah!                                          | Wim Wenders                                                       |
| 1994 | 活着 (Huozhe)                                                     | Leben!                                                            | Zhang Yimou                                                       |
| 1994 | Утомлённые солнцем (Utomljonnyje solnzem)                         | Die Sonne, die uns täuscht                                        | Nikita Michalkow                                                  |
| 1995 | To Βλέμμα του Οδυσσέα (To Vlemma tou Odyssea)                     | Der Blick des Odysseus                                            | Theo Angelopoulos                                                 |
| 1996 | Breaking the Waves                                                | Breaking the Waves                                                | Lars von Trier                                                    |
| 1997 | The Sweet Hereafter                                               | Das süße Jenseits                                                 | Atom Egoyan                                                       |
| 1998 | La vita è bella                                                   | Das Leben ist schön                                               | Roberto Benigni                                                   |
| 1999 | L’humanité                                                        | L’Humanité                                                        | Bruno Dumont                                                      |
| 2000 | 鬼子来了 (Guizi lai le)                                           | Guizi Lai Le                                                      | Jiang Wen                                                         |
| 2001 | La pianiste                                                       | Die Klavierspielerin                                              | Michael Haneke                                                    |
| 2002 | Mies vailla menneisyyttä                                          | Der Mann ohne Vergangenheit                                       | Aki Kaurismäki                                                    |
| 2003 | Uzak                                                              | Uzak – Weit                                                       | Nuri Bilge Ceylan                                                 |
| 2004 | 올드보이 (Oldeuboi)                                               | Oldboy                                                            | Park Chan-wook                                                    |
| 2005 | Broken Flowers                                                    | Broken Flowers                                                    | Jim Jarmusch                                                      |
| 2006 | Flandres                                                          | Flandern                                                          | Bruno Dumont                                                      |
| 2007 | 殯の森 (Mogari no mori)                                           | Der Wald der Trauer                                               | Naomi Kawase                                                      |
| 2008 | Gomorra                                                           | Gomorrha – Reise in das Reich der Camorra                         | Matteo Garrone                                                    |
| 2009 | Un prophète                                                       | Ein Prophet                                                       | Jacques Audiard                                                   |
| 2010 | Des hommes et des dieux                                           | Von Menschen und Göttern                                          | Xavier Beauvois                                                   |
| 2011 | Bir Zamanlar Anadolu’da                                           | Once Upon a Time in Anatolia                                      | Nuri Bilge Ceylan                                                 |
| 2011 | Le gamin au vélo                                                  | Der Junge mit dem Fahrrad                                         | Jean-Pierre Dardenne Luc Dardenne                                 |
| 2012 | Reality                                                           | Reality                                                           | Matteo Garrone                                                    |
| 2013 | Inside Llewyn Davis                                               | Inside Llewyn Davis                                               | Ethan Coen Joel Coen                                              |
| 2014 | Le meraviglie                                                     | Land der Wunder                                                   | Alice Rohrwacher                                                  |
| 2015 | Saul fia                                                          | Son of Saul                                                       | László Nemes                                                      |
| 2016 | Juste la fin du monde                                             | Einfach das Ende der Welt                                         | Xavier Dolan                                                      |
| 2017 | 120 battements par minute                                         | 120 BPM                                                           | Robin Campillo                                                    |
| 2018 | BlacKkKlansman                                                    | BlacKkKlansman                                                    | Spike Lee                                                         |
| 2019 | Atlantique                                                        | Atlantique                                                        | Mati Diop                                                         |
| 2020 | Filmfestspiele aufgrund der COVID-19-Pandemie nicht veranstaltet. | Filmfestspiele aufgrund der COVID-19-Pandemie nicht veranstaltet. | Filmfestspiele aufgrund der COVID-19-Pandemie nicht veranstaltet. |
| 2021 | قهرمان (Ghahreman)                                                | A Hero – Die verlorene Ehre des Herrn Soltani                     | Asghar Farhadi                                                    |
| 2021 | Hytti nro 6                                                       | Abteil Nr. 6                                                      | Juho Kuosmanen                                                    |
| 2022 | Close                                                             | Close                                                             | Lukas Dhont                                                       |
| 2022 | Stars at Noon                                                     | Stars at Noon                                                     | Claire Denis                                                      |
| 2023 | The Zone of Interest                                              | The Zone of Interest                                              | Jonathan Glazer                                                   |
| 2024 | All We Imagine as Light                                           | All We Imagine as Light                                           | Payal Kapadia                                                     |
| 2025 | Affeksjonsverdi                                                   | Sentimental Value                                                 | Joachim Trier                                                     |